# Résolution 1206 du Conseil de sécurité des Nations unies
Membres permanents
- Chine
- États-Unis
- France
- Royaume-Uni
- Russie

Membres non permanents
- Bahrain
- Brésil
- Costa Rica
- Gabon
- Gambie
- Japon
- Kenya
- Portugal
- Slovénie
- Suède

Résolution no 1205 Résolution no 1207
La résolution 1206 du Conseil de sécurité des Nations Unies, adoptée à l'unanimité le 12 novembre 1998, après avoir rappelé toutes les résolutions sur la situation au Tadjikistan et le long de la frontière tadjiko-afghane, a prorogé le mandat de la Mission d'observation des Nations Unies au Tadjikistan (MONUT) pour une période six mois supplémentaires jusqu'au 15 mai 1999. 
Au Tadjikistan, des mesures ont été prises pour mettre en œuvre les accords de paix et maintenir le cessez-le-feu. Le gouvernement tadjik et l'Opposition tadjike unie (UTO) étaient en contact étroit pour tenter de résoudre la crise. Le Conseil a noté que la situation en matière de sécurité dans certaines parties du pays restait précaire et qu'il y avait des retards dans l'établissement des faits entourant le meurtre de quatre membres de la MONUT – un officier des affaires civiles japonais, des majors polonais et uruguayens et un interprète tadjik – en juillet 1998.
La résolution condamne les récents combats dans la région de Khujand et appelle les parties à mettre en œuvre l'Accord général et à créer les conditions nécessaires pour faciliter la tenue d'élections. Les meurtres de membres du personnel de la MONUT ont également été fermement condamnés et l'achèvement de l'enquête par le gouvernement tadjik était essentiel pour la reprise de ses activités sur le terrain. Le Conseil s'est félicité de la contribution des forces de maintien de la paix de la Communauté d'États indépendants. Il a été rappelé aux deux parties tadjikes que l'engagement de la communauté internationale dépendait de la sécurité du personnel international.
Enfin, le Secrétaire général Kofi Annan a été invité à tenir le Conseil informé des développements et à lui faire rapport dans les trois mois.

## Voir également
- Guerre civile du Tadjikistan
- Histoire du Tadjikistan